# Tăuți, Alba
Tăuți este un sat în comuna Meteș din județul Alba, Transilvania, România.

## Date demografice
La recensământul din 2002 avea o populație de 665 locuitori.

## Obiective turistice
- Cetatea Tăuți, situată pe un vârf de munte care domină Valea Ampoiului, a fost construită în 1276 din inițiativa episcopului Petru de Alba Iulia. În prezent, cetatea este ruinată. Zidită din piatră brută pe un plan triunghiular neregulat, cetatea era înzestrată cu un donjon patrulater. În 1320 pânza de ziduri a fost dublată pe două laturi, iar în secolul al XVI-lea i s-au adăugat un bastion-pană și o a doua incintă trapezoidală. În 1553-1556 a fost demantelată de armatele austriece.
- Costei (de la castellum), locul pe care s-a aflat mănăstirea paulină ctitorită în anul 1379 de episcopul Goblinus de Alba Iulia.[2]
- Monumentul Eroilor Români din Al Doilea Război Mondial. Monumentul este amplasat în centrul satului Tăuți, fiind ridicat în anul 1943 pentru cinstirea memoriei eroilor români căzuți în Al Doilea Război Mondial. Obeliscul, cu înălțimea de 2 m, este în formă de coloană ce are o terminație în cruce. La bază este susținut de un postament și un soclu realizate din beton, iar împrejmuirea, din bare de fier unite cu lanțuri. În plan frontal, pe coloană, este fixată o placă de marmură pe care se află un scurt înscris: „1940 EROII“, urmat de numele a 5 eroi.
- Rezervația naturală "Piatra Corbului" (calcare fosilifere).